# Norbert Lechner

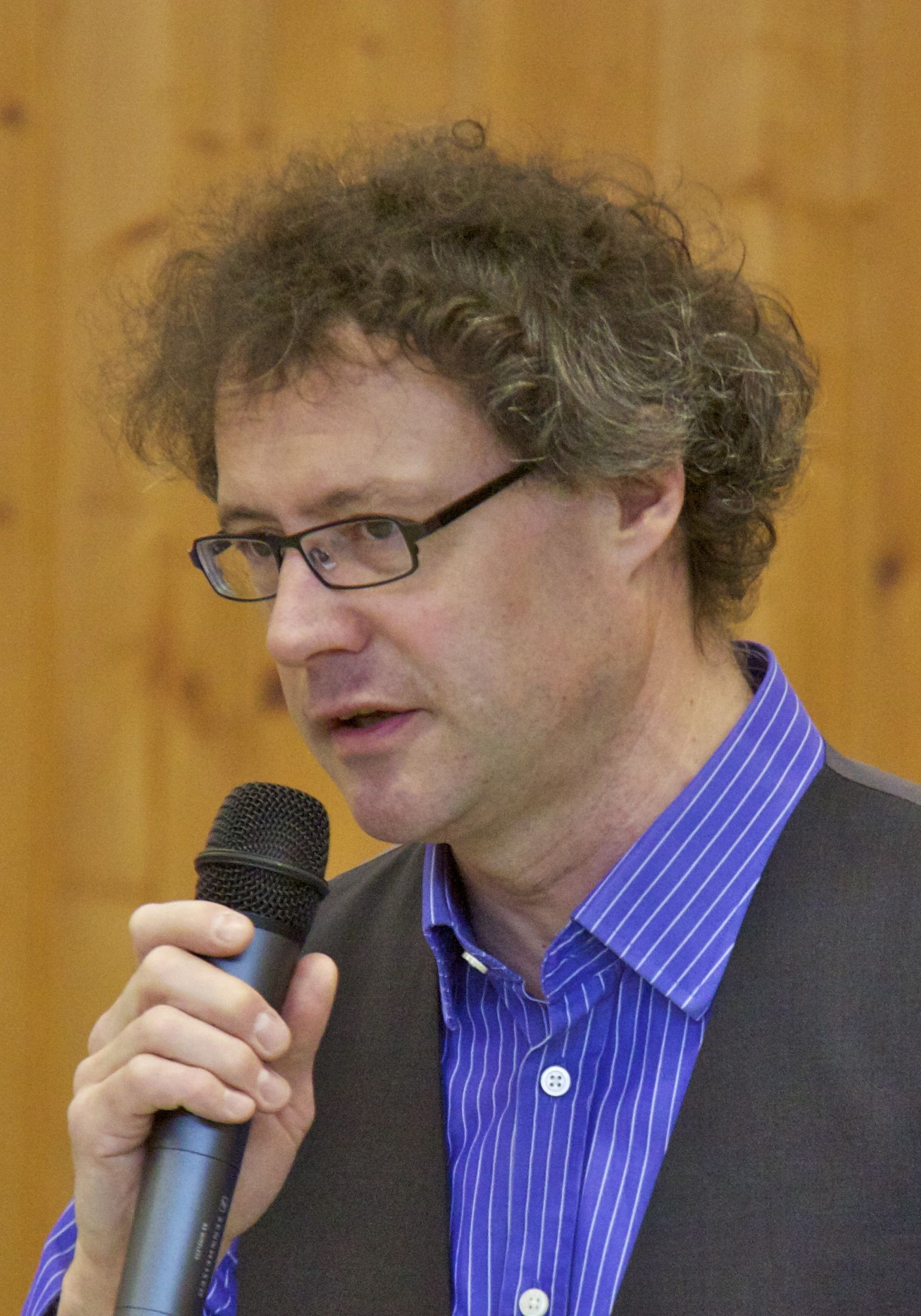
Norbert Lechner

Norbert Lechner (* 7. Dezember 1961 in München) ist ein deutscher Regisseur, Drehbuchautor und Filmproduzent. Zu seinem Hauptgebiet wurden Kinder- und Jugendfilme, darunter auch ein Animationsfilm.

## Werdegang
1985 begann er eine Tätigkeit als Hörfunkautor für den Bayerischen Rundfunk sowie den Süddeutschen Rundfunk und den Saarländischen Rundfunk. Er verfasste Hörspiele, Glossen und Hörcollagen.
Ab 1987 studierte er an der Universität München Germanistik, Philosophie und der Kunstgeschichte. Er schloss das Studium 1994 mit dem Magister Artium ab.
1990 gründete er die KEVIN LEE Film GmbH, eine Filmproduktionsfirma, und präsentierte ein Jahr später seinen ersten selbst produzierten Kinofilm auf den Internationalen Hofer Filmtagen: Wounded Faces.
1993 bis 1996 war er als Drehbuchautor für die ARD-Serien Sterne des Südens und Gegen den Wind tätig.
1996 erhielt Lechner ein VGF-Stipendium des Bayerischen Filmzentrums.
Zwischen 1997 und 2007 wurden unter seiner Regie zahlreiche Dokumentarfilme für das FWU-Institut und das Goethe-Institut synchronisiert.
Zum Erfolg wurde sein Kinderfilm Toni Goldwascher aus dem Jahr 2007. Der Film erhielt zahlreiche Preise. Auf dem Festival Cine La Nueva Mirada in Buenos Aires wurde er als bester Jugendfilm mit dem Golden Kite Award ausgezeichnet. 2009 erhielt er den Spezialpreis des CIFEJ auf dem Internationalen Kinderfilmfestival in Kairo und 2011 den Emil für gutes Kinderfernsehen.
Sein 2011 gedrehter und 2012 veröffentlichter Kinderkrimi Tom und Hacke, eine bayerische Adaptation von Mark Twains "Tom Sawyer", wurde 2012 mit dem Goldenen Spatz von Gera für das beste Drehbuch ausgezeichnet. Außerdem erhielt der Film den Gilde-Filmpreis sowie den Preis der deutschen Filmkritik als "Bester Kinderfilm".
Sein Kinderfilm Ente gut! Mädchen allein zu Haus war Gewinnerfilm der Initiative „Der besondere Kinderfilm“ und lief im Wettbewerb „Generation Kplus“ der Internationalen Filmfestspiele Berlin 2016. Der Film lief außerdem weltweit auf zahlreichen Festivals und gewann mehrere Preise.
2019 drehte Norbert Lechner in Koproduktion mit dem ZDF das Ost-West-Drama Zwischen uns die Mauer nach dem autobiografischen Roman von Katja Hildebrand. Der Film hatte im September 2019 seine Uraufführung als Eröffnungsfilm des Fünf Seen Filmfestival und startete anschließend zum 30-jährigen Jubiläum des Mauerfalls im Kino. Auf dem Sedona Film Festival wurde der Film mit dem "Humanitarian Award" ausgezeichnet. Die Hauptdarstellerin Lea Freund erhielt für ihre Rolle bei den "Los Angeles Actos Awards" die Auszeichnung "Best Performance of the Year", sie und ihr Filmpartner Tim Bülow wurde als "Best Couple of the Year" ausgezeichnet. Juror Mor Cohen schreibt dazu: "Lea Freund and Tim Bülow make the most captivating duo and their developing relationship was absolutely delightful to watch. Every second they share on screen is full of glorious detail and elegant charm. They are nuanced, engaged, and play off of each other so well that it's hard to believe you're watching characters in a film and not real people going about their lives."
2022 widmet ihm das 16. Fünf Seen Filmfestival seine erste Werkschau. Norbert Lechner wohnt in Neusäß.

## Filmografie

### Regie
- 1985 Bauchwunde (Kurzfilm)
- 1991: Wounded Faces
- 2007: Toni Goldwascher
- 2012: Tom und Hacke
- 2016: Ente Gut! Mädchen allein zu Haus
- 2019: Zwischen uns die Mauer (auch Drehbuch)
- 2025: Das geheime Stockwerk

### Drehbuchautor
- 1991: Wounded Faces (zusammen mit Peter Schlupper)
- 1993–1996: Sterne des Südens (Fernsehserie)
- 1993–1996: Gegen den Wind (Fernsehserie)
- 1998: Tim und die Tanten
- 2000: Winzig, der Elefant